# فیلیپ اچ. لاتروپ
فیلیپ اچ. لاتروپ (انگلیسی: Philip H. Lathrop؛ ۲۲ اکتبر ۱۹۱۲ – ۱۲ آوریل ۱۹۹۵) فیلم‌بردار آمریکایی بود. لاتروپ را برای فیلم‌هایی مانند نشانی از شر (۱۹۵۸) می‌شناسند.